# شکارگیر ته‌لیمویی
شکارگیر ته‌لیمویی (نام علمی: Austrogomphus prasinus) نام یک گونه از سرده شکارگیرها است.